# Зелена партия (САЩ)
Зелената партия (на английски: Green Party) е политическа партия в САЩ. Партията насърчава зелената политика, по-специално екологията, ненасилието, социалната справедливост, демокрацията на местно ниво, равенството между половете, ЛГБТ права и антивойна и антирасизъм. В политическия спектър партията обикновено се разглежда като лява.
Официално е основавана през 2001 г. след сливането на доброволчески зелени партии и организации на Съединените щати, но тъй като кандидатите от тези партии преди това са участвали в президентските избори през 1996 и 2000 г., неформалната формация на партията датира от 1984 или 1991 година.

## История
Първата зелена партия в САЩ е създадена през 1980 година. Най-големият успех на „Зелените“ са президентските избори през 2000 г., когато популярният адвокат и активист Ралф Надер, номиниран от партиите на зелените щати, получава 2 883 105 гласа или около 2,7%. През 2001 г. привържениците на Надер от различните зелени партии и организации в Съединените щати се обединяват, за да създадат Зелената партия на САЩ, която е основната национална зелена партия в страната. През 2016 г. повече от 130 „зелени“ хора заемат различни постове в цялата страна, но главно на местно ниво, докато повечето от тях печелят вота като безпартийни.

## Политическа програма
Партията се придържа към левоцентристките възгледи, основаващи се на „зелена политика“, социалдемокрация, популизъм и прогресивизъм. Въпреки всички вътрешнофракционни противоречия, програмата на партията се стои от:
- За опазване на околната среда
- За социална справедливост
- За пацифистка външна политика
- За легализирането на аборта
- Срещу насилието
- За държавен контрол върху личното огнестрелно оръжие на гражданите
- За децентрализация на правителството
- За публичната икономика